# Lavrove
Lavróve (en (ucraïnès): Лаврове, rus: Лавровое, Lavróvoie) és un poble de la República Autònoma de Crimea a Ucraïna, que el 2014 tenia 270 habitants. Pertany al districte rural d'Aluixta.